# La Chapelle-sur-Oreuse
La Chapelle-sur-Oreuse è un comune francese di 569 abitanti situato nel dipartimento della Yonne nella regione della Borgogna-Franca Contea.

## Società

### Evoluzione demografica
Abitanti censiti